# Furnas-Stausee
Der Furnas-Stausee (portugiesisch Represa de Furnas bzw. Lago de Furnas) ist einer der größten Stauseen Brasiliens. Das Kraftwerk Furnas (port. Usina Hidrelétrica de Furnas) staut den Rio Grande und erzeugt dadurch den Stausee. Der Staudamm steht zwischen den Städten São José da Barra und São João Batista do Glória in Minas Gerais.

## Stausee

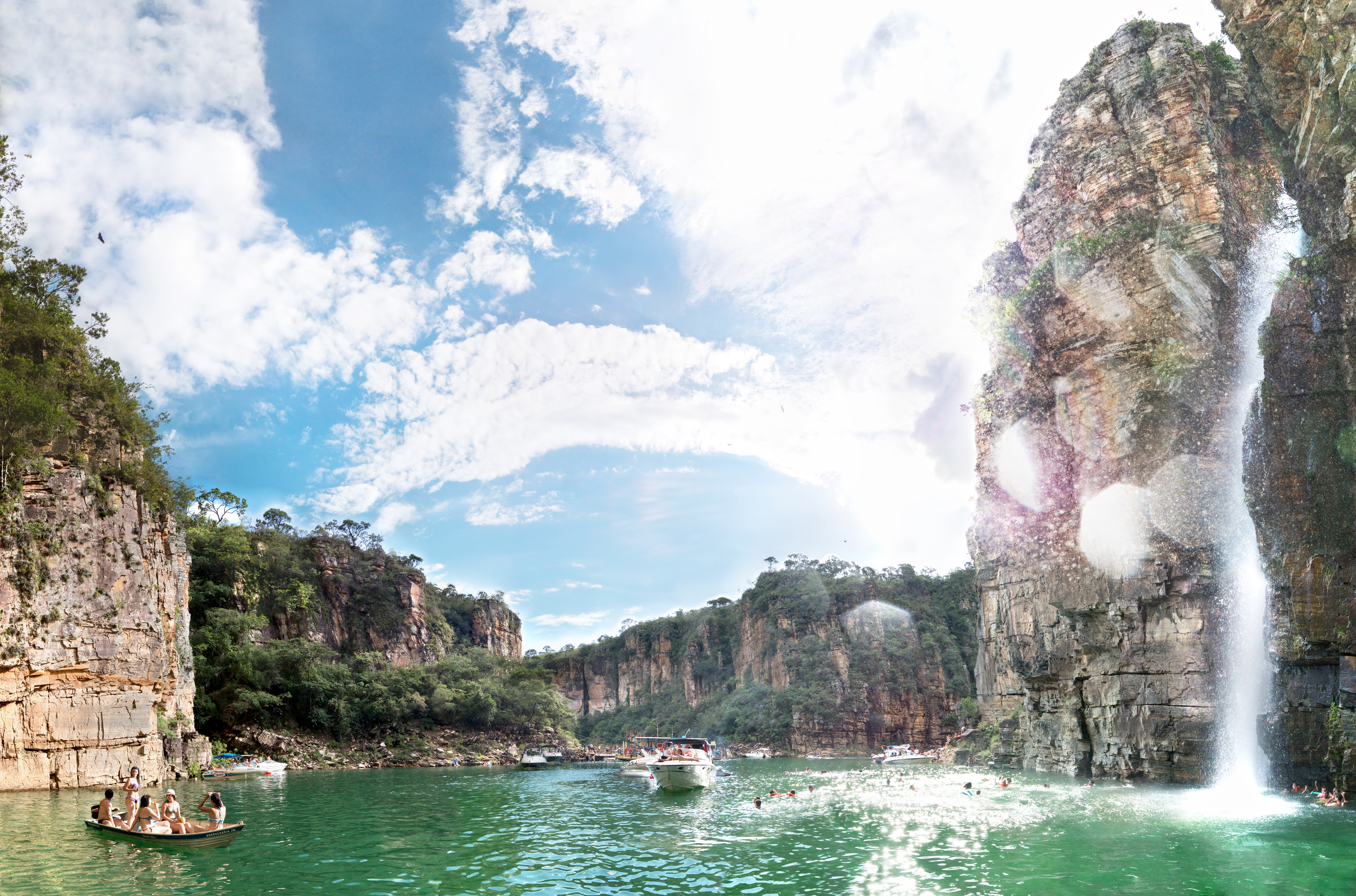
Furnas-Stausee

Der Stausee, der aufgrund seiner Größe auch Meer von Minas (portugiesisch Mar de Minas) genannt wird, hat eine Wasseroberfläche von etwa 1.440 km² und eine Uferlinie von 3500 km. Andere Angaben sprechen von 1320, 1458 oder 1600 km² Fläche. Auch für den Stauinhalt gibt es mehrere Angaben: 20.900, 21.000, 22.950 oder 23.000 Millionen Kubikmeter. In jedem Fall gehört der Stausee zu den größten der Erde.
Der Stausee wird von einem Erd-Staudamm (Barragem de Furnas) aufgestaut, dessen Höhe 96, 120 oder 127 m und dessen Länge 554, 600 bis 779 m beträgt. (Auch hierfür gibt es unterschiedliche Angaben.)
Der See gilt als beliebtes Ausflugsziel. Am 8. Januar 2022 kamen durch den Einsturz einer Felswand und die dadurch ausgelöste Flutwelle zehn Menschen ums Leben. Die starken Regenfälle in der Region trugen vermutlich zur Auslösung des Felssturzes bei.

## Kraftwerk
Das Wasserkraftwerk hat eine Nennleistung von 1216 MW (8-mal 152 MW) und wird von der Furnas Centrais Elétricas betrieben. Im Juli 1958 begannen die Bauarbeiten und die erste Maschineneinheit ging 1963 in Betrieb.